# 마르코 엘스네르
마르코 엘스네르(슬로베니아어: Marko Elsner, 1960년 4월 11일, SR 슬로베니아 류블라나 ~ 2020년 5월 18일, 크란스카 류블라나)는 슬로베니아의 전직 축구 선수로, 현역 시절 수비수로 활약했다.

## 클럽 경력
SR 슬로베니아(구 유고 연방의 일부였다)의 수도인 류블라나 출신인 엘스네르는 바커 인스브루크의 유소년부에서 활약하다가 류블라나로 복귀해 슬로반을 거쳐 1977년에 올림피아 류블라나에 입단했다. 1983년, 그는 츠르베나 즈베즈다로 이적해 4년을 활약했다. 그는 이 시기에 국가대표 선수로 발탁되었고, 1984년 하계 올림픽에 참가했고, 같은 시기에 유고슬라비아 1부 리그와 유고슬라비아 컵을 제패했다.
1987년, 그는 베오그라드를 떠나 프랑스 디비시옹 1의 니스와 계약했다. 그는 1993년까지 니스에서 활약했는데, 그 중간인 1990-91 시즌에 오스트리아 분데스리가의 아드미라 바커에서 잠깐 활약하기도 했다.

## 국가대표팀 경력
엘스네르는 1984년 3월에 헝가리와의 친선경기에서 처음으로 유고슬라비아 국가대표팀 경기에 출전했고, 1984년에서 1988년까지 총 14번의 국가대표팀 경기에 출전했다. 1991년에 슬로베니아가 독립한 후, 그는 슬로베니아인이 되었고, 1992년 11월에 슬로베니아 국가대표팀 일원으로 키프로스를 상대하여 독립 후 첫 국가대표팀 경기를 치렀다. 그의 마지막 국가대표팀 경기는 1993년 4월 7일에 열린 에스토니아와의 경기로, 키프로스전과 에스토니아전은 그가 출전한 슬로베니아 국가대표팀의 유이한 경기이기도 했다.

## 사생활
엘스네르의 부친 브란코 엘스네르도 축구 선수였고, 나중에는 지도자로도 활동했다. 그의 두 아들 루카와 로크도 전직 축구 선수들이다.
엘스네르는 2020년 5월 18일에 향년 60세에 지병으로 영면에 들었다.

## 수상
츠르베나 즈베즈다
- 유고슬라비아 1부 리그: 1983–84[1]
- 유고슬라비아 컵: 1985[1]

유고슬라비아 국가대표팀
- 하계 올림픽 동메달: 1984[3]